# 兩小無猜 (1971年電影)
《兩小無猜》是一部1971年發行關於少年初戀的英國電影。

## 電影情節
兩名初中一年級生──丹尼爾及美樂蒂向父母宣布要結婚，而且不是在將來而是現在要結婚，大人們試圖勸阻他們，但孩子決定按原定計畫進行。主题曲In the morning当年雄踞排行榜音乐前五名数周，由现已近解散名团Bee gees吟唱，颇动听也让人怀念的无忧流金岁月

## 製作
之前已在音樂版Oliver!中亮相的麥·斯德（Daniel Latimer）與積·懷德（Ornshaw），再加上兒童模特兒特蕾西·海德主演。其他演員包括凯特·威廉姆斯（Love thy Neighbour）飾美樂蒂的母親、羅伊金尼尔飾她的父親、 希拉·斯蒂菲尔飾丹尼爾的母親、以及肯·琼斯（Cuckoo WaltzandPorridge）和詹姆斯·科辛斯。
這齣喜劇由Bee Gees（"In the Morning"、"Melody Fair"、"Give Your Best"、"To Love Somebody"、"First of May"）及克罗斯比、斯蒂尔斯、纳什和杨（"Teach Your Children"）配樂。
有趣的是這電影是後來著名的導演亞倫·帕克所寫的第一個電影劇本。

## 演員
- 傑伊·懷德飾 奧恩蕭（Ornshaw）
- 麥·斯德飾 丹尼爾·拉蒂默（Daniel Latimer）
- 崔西·海德飾 美樂蒂·珀金斯（Melody Perkins）
- 希拉·斯蒂菲尔飾 拉蒂默夫人（Mrs. Latimer）
- 基斯·巴隆飾 拉蒂默先生（Mr. Latimer）
- 羅伊·金尼爾飾 珀金斯先生（Mr. Perkins）
- 希爾達·貝瑞飾 珀金斯奶奶（Grandma Perkins）
- 彼得·華爾頓飾 芬善（Fensham）
- 凱·史金納飾 佩姬（Peggy）
- 威廉·范德普耶飾 歐利里（O'Leary）
- 卡蜜兒·戴維斯飾 妙麗葉兒（Muriel）
- 克萊格·馬略特飾 達德斯（Dadds）
- 比利·法蘭克斯飾 柏格斯（Burgess）
- 提姆·威爾頓飾 費洛斯（Mr. Fellows）
- June Jago飾 費爾法克斯小姐（Miss Fairfax）
- 尼爾·哈雷特
- 肯·瓊斯飾 狄克斯先生（Mr. Dicks）
- 萊絲莉·羅區飾 蘿達（Rhoda）
- 柯林·貝瑞飾 錢伯斯（Chambers）
- 琼·C·埃利斯飾 丁金斯小姐（Miss Dimkins）
- 詹姆斯·柯辛斯飾 校長
- 凱特·威廉斯飾 珀金斯夫人（Mrs. Perkins）
- 道恩·霍普飾 莫琳（Maureen）
- 約翰·哥曼飾 男孩的履行團長（Boys' Brigade Captain）
- 羅賓·杭特飾 喬治（George）
- 史蒂芬·馬雷特
- 愛許莉·奈特飾 史黛西（Stacey）
- 崔西·雷德飾 醫院中的男女（電視劇）
- 伦纳德·布罗克韦尔

## 外部連結
- 互联网电影数据库（IMDb）上《Melody》的资料（英文）
- Yahoo Group （英文）
- Melody fan site （英文）
- Melody Three Best Child Actors （英文）

1. .   [2024-10-01]. （原始内容存档于2025-01-20）.
2. .   [2024-10-01]. （原始内容存档于2025-01-20）.